# Vattenpolo vid medelhavsspelen 1997
Vattenpoloturneringen vid medelhavsspelen 1997 avgjordes i Bari i Italien. Endast herrarnas vattenpoloturnering genomfördes. I turneringen tävlade fyra lag: Förbundsrepubliken Jugoslavien, Kroatien, Spanien och Italien.

## Medaljsummering
| Gren                          | Guld | Silver | Brons |
| Herrarnas vattenpoloturnering | FR Jugoslavien Dragan Jovanović Petar Trbojević Aleksandar Nikolić Risto Maliković Dejan Savić Danilo Ikodinović Zeljko Vičević Veljko Uskoković Aleksandar Ćirić Aleksandar Šapić Vladimir Vujasinović Nenad Vukanić Nikola Kuljača | Kroatien Frano Vićan Zdeslav Vrdoljak Dalibor Perčinić Hrvoje Herceg Ognjen Kržić Ratko Štritof Mile Smodlaka Ivo Ivaniš Alen Bošković Samir Barać Igor Hinić Tomislav Rogin Vjekoslav Kobešćak | Spanien Ángel Andreo Rubén Michavila Sergi Pedrerol Gustavo Marcos Gabriel Hernández Daniel Ballart Jesús Rollán Iván Moro Javier Sánchez Salvador Gómez Miki Oca Josep Maria Abarca Pedro García |

## Placeringar
| \| Pl. \| Lag \| \| --- \| ------------------------------ \| \| \| Förbundsrepubliken Jugoslavien \| \| \| Kroatien \| \| \| Spanien \| \| 4. \| Italien \| |                                |
| Pl. | Lag                            |
| | Förbundsrepubliken Jugoslavien |
| | Kroatien                       |
| | Spanien                        |
| 4. | Italien                        |